# Wiktor Iwanow (Ingenieur)
Wiktor Jakymowytsch Iwanow (ukrainisch Віктор Якимович Іванов, russisch Виктор Акимович Иванов Wiktor Akimowitsch Iwanow; * 6. Februar 1921 in Mykolajiw, Ukrainische SSR, Sowjetunion) ist ein ukrainischer Schiffbauingenieur.

## Leben
Wiktor Iwanow wurde 1939 in die Rote Armee einberufen und nahm als Soldat am  Zweiten Weltkrieg teil. Von 1943 an war er Mitglied der KPdSU (b). Nach dem Krieg absolvierte er 1953 das Schiffsbauinstitut von Mykolajiw.
Von 1956 bis 1991 arbeitete er als leitender Ingenieur der technischen Abteilung des Zentralen Designbüros „Chornomorsudnoproekt“ und gründete dort  1958 die Abteilung für Kunstmodelle. 1959 entwickelte und implementierte er erstmals auf dem Gebiet des Schiffbaus eine umfangreiche Methode zur Raumgestaltung von Schiffe und führte die Praxis von künstlerischer und architektonischer Modelle von Schiffstypen ein. 
Hinsichtlich der Gründung des Museums für Schiffbau und Flotte in Mykolajiw leitete er Studien zur Geschichte von Segelschiffen und des Schiffsbaus vom 18. bis zum 20. Jahrhundert. Sein Team sammelte wertvolles historisches Material und Modellbauer schufen unter seiner Anleitung 22 Schiffsmodelle verschiedener Epochen. 1981 erhielt er für die Mithilfe bei der Gründung des Museums in Mykolajiw mit dem Taras-Schewtschenko-Preis den Staatspreis der Ukrainischen SSR.